# Actiastes spatium
Actiastes spatium är en skalbaggsart som beskrevs av Albert A. Grigarick och Schuster 1971. Actiastes spatium ingår i släktet Actiastes och familjen kortvingar. Inga underarter finns listade i Catalogue of Life.